# Paralichas rufolimbatus
Paralichas rufolimbatus is een keversoort uit de familie Ptilodactylidae. De wetenschappelijke naam van de soort is voor het eerst geldig gepubliceerd in 1886 door Pic.